# Football Manager
Football Manager (w USA i Kanadzie znany jako Worldwide Soccer Manager) – seria komputerowych gier sportowych z gatunku menedżerów piłkarskich. Powstała po zakończeniu współpracy studia Sports Interactive ze spółką Eidos Interactive, w wyniku czego studio przestało produkować serię gier Championship Manager i zajęło się produkcją konkurencyjnych menedżerów piłkarskich. Nazwa Football Manager została zainspirowana grą o tym samym tytule z 1982 roku.

## Gry z serii

### Football Manager 2005
12 lutego 2004 roku firma Sports Interactive przejęła markę Football Manager, zapowiadając pierwszą grę z serii – Football Manager 2005. Grze, konkurującej z Championship Managerem 5, towarzyszyła kampania promocyjna, składająca się między innymi z konkursu na logo oraz wydaniu magazynu poświęconego Football Managerowi 2005.
Sports Interactive na około dwa tygodnie przed światową premierą gry udostępniło jej wersję demonstracyjną. Światowa premia Football Manager 2005 miała miejsce 5 listopada 2004 roku, natomiast w Polsce gra była dostępna w sprzedaży od 18 listopada.
Na potrzeby gry przeszło 2,5 tysiąca osób, we współpracy z deweloperem, zebrało informacje o klubach i zawodnikach z całego świata. Gracze mieli do wyboru ponad 140 grywalnych lig z 43 krajów. Produkcja oferowała niemal 100 różnego rodzaju pucharów i mistrzostw. W grze pojawiło się ponad 14 tysięcy klubów piłkarskich, jednak grywalne było około 3 tysiące drużyn. W Football Manager 2005 znalazło się 235 tysięcy zawodników o 145 narodowościach.  

### Football Manager 2006
Wydanie drugiej gry z serii Football Manager zapowiedziano 6 maja 2005 roku, przedstawiając przy okazji listę nowości. Światowa premiera Football Managera 2006 nastąpiła 21 października 2005 roku, a jeszcze tego samego dnia twórcy udostępnili do pobierania pierwszą łatkę naprawiającą błędy i niedoróbki zawarte w grze. W Polsce Football Manager 2006 trafił na półki sklepowe dwa tygodnie po premierze światowej – 4 listopada 2005. Wersja spolonizowana jest przeznaczona tylko na komputery osobiste, w przeciwieństwie do tej wydanej chociażby w Wielkiej Brytanii, która działa zarówno na komputerach klasy PC, jak i Mac. Nowa odsłona przyniosła wiele zmian, m.in. pojawiła się opcja negocjacji kontraktów menadżerskich, usprawniono interakcję z zawodnikami, czy wprowadzono nowy system treningowy. 

#### Inne wersje
Football Manager 2006 w wersjach na konsolę Xbox 360 oraz PlayStation Portable miały swoją premierę 13 kwietnia 2006 roku. Gra na konsoli Xbox jest pełnym odzwierciedleniem wersji na komputery osobiste i zawiera wszystkie opcje w niej dostępne. Jedynie jej interfejs został zmodyfikowany i przystosowany do obsługi padem. Gra wykorzystuje także system Xbox Live do maksymalnie szesnastoosobowej gry przez Internet. Wersja na PSP bazuje na kodzie gry Championship Manager 3. Z przyczyn technicznych gra musiała zostać mocno ograniczona w stosunku do wersji na komputery osobiste. Główne różnice to mniejsza baza danych, ograniczona liczba drużyn, brak trybu rozgrywki przez sieć oraz widoku meczu w trybie dwuwymiarowym.

### Football Manager 2007
Światowa premiera gry w wersji na PC odbyła się 18 października 2006 roku, zaś w Polsce pojawiła się ona w sprzedaży 2 dni później. W stosunku do poprzednich części m.in. poszerzono opcje dialogu z zawodnikami, usprawniono współpracę między graczem a mediami poprzez dodanie nowych komunikatów, dopracowano działania skautów, a także wprowadzono tzw. feeder clubs, czyli mniejsze kluby, z którymi umożliwiono nawiązywanie relacji, dzięki którym gracz do swojej drużyny mógł ściągać utalentowanych młodych piłkarzy. 

### Football Manager 2008
Czwarta część Football Managera pod nazwą Football Manager 2008 została zapowiedziana 27 lipca 2007 roku. Premiera światowa miała miejsce 19 października 2007 roku, natomiast polska – 10 listopada tego samego roku. Wprowadzono do niej takie nowości jak: zwiększona interakcja z mediami, ulepszenia w prowadzeniu reprezentacji czy przebudowane centrum transferowe.

### Football Manager 2009
Football Manager 2009 został oficjalnie zaprezentowany 4 września 2008 roku. Światowa premiera kolejnej odsłony serii miała miejsce 14 listopada 2008 roku, natomiast w  polskich sklepach gra znalazła się tydzień później. Po raz pierwszy wprowadzono do niej trójwymiarowy silnik meczowy, a także możliwość uczestniczenia w konferencjach z mediami.

### Football Manager Live
9 stycznia 2009 roku Sports Interactive wydało grę sieciową pod nazwą Football Manager Live, w której gracz może stworzyć własny klub, zarządzać nim i rozgrywać mecze z innymi graczami. Gra obsługuje silnik pochodzący z Football Managera 2009.

### Football Manager 2010
Kolejna część serii pod nazwą Football Manager 2010 ukazała się 30 października 2009 roku. Nowością w stosunku do poprzednich części serii było usprawnienie silnika meczowego. Dokonano także zmian w interfejsie i poprawy opcji taktycznych.

### Football Manager 2011
5 listopada 2010 roku miała premierę gra Football Manager 2011. W stosunku do poprzedniej części serii wprowadzono do niej agentów, z którymi gracz negocjuje transfer zawodników im podporządkowanych. Przebudowano w niej również system treningu zawodników. Poprawkom uległa oprawa audiowizualna.

### Football Manager 2012
Kolejna odsłona serii pod nazwą Football Manager 2012 ukazała się 21 października 2011 roku. Wprowadzono w niej drobne zmiany, takie jak usprawnienia systemu transferowego.

### Football Manager 2013
2 listopada 2012 roku został wydany Football Manager 2013. Wprowadzono w nim nowy, ulepszony silnik meczowy oraz tryb klasyczny dla osób, które mają mniej czasu na zarządzanie drużyną. Dodano też tryb wyzwań i udoskonalono rozgrywkę sieciową.

### Football Manager 2014
31 października 2013 roku miała premierę kolejna część Football Managera. W stosunku do poprzedniej odsłony wprowadzono w niej ponad 1000 poprawek, dotyczących silnika graficznego, systemu transferów i kontraktów oraz rozwinięto tryb Football Manager Classic. Zmiany dotknęły również interfejsu graficznego. Jest to pierwsza część gry wydana również na system operacyjny Linux.

### Football Manager 2015
7 listopada 2014 roku odbyła się premiera Football Managera 2015. W tej edycji twórcy ulepszyli silnik meczowy, zmienili system oceny nowych piłkarzy oraz odświeżyli szatę graficzną. Ponadto w tej odsłonie większą wagę będzie miał profil menadżera oraz staniemy się częścią sztabu szkoleniowego.

### Football Manager 2016
Światowa premiera gry miała miejsce 13 listopada 2015 roku. Tego samego dnia  Football Manager 2016 pojawił się w sprzedaży w Polsce. Wprowadzony w niej został tryb Fantasy Draft, możliwość stworzenia własnego klubu piłkarskiego, poprawiono sztuczną inteligencję oraz ulepszono silnik meczowy.

### Football Manager 2017
Światowa, jak i polska premiera odbyła się 4 listopada 2016 roku. Do gry wprowadzono liczne poprawki względem poprzedniej części, chociażby w interfejsie czy silniku meczowych. Rynek transferowy ujrzał dużo nowości. Od tej części ważnymi pośrednikami w handlu zawodnikami są agenci.

### Football Manager 2018
Premiera gry (światowa, jak i Polska) miała miejsce 10 listopada 2017 roku. Football Manager 2018 to przede wszystkim spore zmiany w interfejsie czy grafice meczowej. Spory nacisk położono na intuicyjności. Wprowadzono zmiany w hierarchii zespołu oraz ulepszono system kontuzji.

### Football Manager 2019
Gra (w Polsce i na świecie) zadebiutowała 2 listopada 2018 roku. Przebudowany został system treningu (od tej pory piłkarze za każdą sesję są szczegółowo oceniani). Pojawiły się grupy treningowe, a także większy nacisk położono na modyfikacje ćwiczeń. Poza tym gra zaoferowała nieco bardziej rozwinięte możliwości taktyczne. Podzieliła system na trzy części: "przy piłce", "w fazie przejścia" i "bez piłki". Zmienił się interfejs i dodano technologię VAR oraz goal-line.

### Football Manager 2020
Gra zadebiutowała 19 listopada 2019 roku. Zmiany i nowości, jakie wprowadzono w tej serii to m.in.: wprowadzenie długoterminowych strategii w klubach, zwiększenie znaczenia sztabu szkoleniowego, poprawiony scouting i bardziej czytelne raporty wydajności piłkarza, kodeks postępowania ustalany przez kapitana zespołu, czytelne ścieżki monitorowania postępów młodych piłkarzy, możliwość planowania ścieżki kariery, a także licencja na PKO Ekstraklasę.

### Football Manager 2021
Premiera Football Managera 2021 odbyła się 24 listopada 2020 roku i była opóźniona ze względu na pandemię COVID-19. Największa zmiana w tej edycji dotyczy silnika meczowego w celu urealnienia zachowania zawodników. Dodatkowo odświeżono całość interakcji z mediami, zarządem i kibicami.

### Football Manager 2022
Grę wydano 9 listopada 2021 roku. Wprowadzono w niej nowy silnik mający za zadanie lepiej symulować grę przeciwnika. Dodane zostało również Centrum Statystyk, które pozwoliło graczowi na wgląd w statystyki drużyny czy poszczególnych zawodników.

### Football Manager 2023
Grę wydano 8 listopada 2022 roku (na konsole PlayStation 5 1 lutego 2023 roku). Nowy silnik gry usprawnił działanie sztucznej inteligencji przeciwników, dodano Planner składów pozwalający graczowi na uszeregowanie zawodników np. według ich przydatności dla zespołu.

### Football Manager 2024
Premiera Football Managera 2024 miała miejsce 6 listopada 2023 roku. Główną zmianą było usprawnienie silnika meczowego poprzez udoskonalenie jakości tekstur, poprawę animacji zawodników oraz udoskonalenie sztucznej inteligencji, dzięki której piłkarze lepiej ustawiają się na boisku.